# Berthelange
Berthelange é uma comuna francesa na região administrativa de Borgonha-Franco-Condado, no departamento de Doubs. Estende-se por uma área de 4,07 km². Em 2010 a comuna tinha 348 habitantes (densidade: 85,5 hab./km²).